# 4789 Sprattia
Sprattia (asteróide 4789) é um asteróide da cintura principal, a 1,9615785 UA. Possui uma excentricidade de 0,1240022 e um período orbital de 1 223,92 dias (3,35 anos).
Sprattia tem uma velocidade orbital média de 19,90404791 km/s e uma inclinação de 1,27206º.
Este asteróide foi descoberto em 20 de Outubro de 1987 por Tatum, David Balam.